# 가즈사키요카와역
가즈사키요카와역(일본어: 上総清川駅)은 일본 지바현 기사라즈시에 위치한 동일본 여객철도 구루리 선의 철도역이다. 단선 승강장 1면 1선의 구조를 갖춘 지상역이다.

## 이용 현황
| 승차 인원 추이 | 승차 인원 추이 |
| 연도           | 1일 평균       |
| -------------- | -------------- |
| 1990           | 352            |
| 1991           | 368            |
| 1992           | 376            |
| 1993           | 363            |
| 1994           | 380            |
| 1995           | 364            |
| 1996           | 335            |
| 1997           | 274            |
| 1998           | 277            |
| 1999           | 287            |
| 2000           | 297            |
| 2001           | 273            |
| 2002           | 249            |
| 2003           | 244            |
| 2004           | 238            |
| 2005           | 229            |
| 2006           | 254            |

## 역 주변
- 국도 제409호선
- 기사라즈 도호 병원

## 역사
- 1912년 12월 28일 : 지바 현영 철도 구루리 선의 기요카와역으로서 개업.
- 1923년 9월 1일 : 국유화와 동시에 가즈사키요카와역으로 개칭.
- 1987년 4월 1일 : 일본국유철도 분할 민영화에 의해, 동일본 여객철도가 승계.
- 2004년 : 태풍에 의해 강풍으로 역사가 붕괴. 구 역사 철거.
- 2005년 : 신역사로 개축.

## 인접 역
| 동일본 여객철도 구루리 선 | 동일본 여객철도 구루리 선 | 동일본 여객철도 구루리 선          |
| ------------------------- | ------------------------- | ---------------------------------- |
| 기온 기사라즈 방면        | ■ 구루리 선               | 히가시키요카와 가즈사카메야마 방면 |